# 武汉新世界国贸大厦
武汉新世界国贸大厦（英語：Wuhan New World International Trade Tower），曾命名为武汉国际贸易中心，位於武漢市江漢區建設大道568号，地處漢口建設大道金融街和西北湖商務中心區的核心地帶，是武漢首座5A級寫字樓。

## 概况
新世界國貿大廈地上52层，总建筑面积15万6千平方米，1997年建成時曾是武漢第一高樓，不過，2000年完成全部外牆裝飾工程後，僅底部數層被新世界百貨闢做賣場，大部份樓層一直閒置，直到2004年4月28日，香港新世界集團收購並全面改造國貿大廈，使之成為武漢外商最集中的大廈之一。武漢新世界國貿大廈隨後被評為“2004中國十大新地標建築綜合體”，是中國中部唯一入選的建築，並於2011年獲美國綠色建築委員會頒發LEED金獎認證。
國貿大廈位於建設大道和新華路的路口，對面是西北湖綠化廣場，處於王家墩武漢中央商務區之內。由於其地理位置和管理水平，許多世界500强公司、律师事务所、会计师事务所和外国政府将其武漢分公司或代表处设在新世界國貿大廈。与时下高层建筑常见的写字楼、酒店、公寓商住混合开发模式不同，国贸大厦由于其建设的年代和历史原因，除1-6层的新世界百货外为纯写字楼。業主方在8层运营阶梯式会议中心、在52层运营包含多功能厅、咖啡厅、品酒室、中式茶室、英式茶室等设施的“江城新韵”云端会所（曾用名“CLUB NEW WORLD”）。
國貿大廈顶层天台（58F）設有直升機停機坪，自2022年6月起，業主方每年夏天7月-9月在停機坪不定期播放露天電影或舉辦烛光音乐会。

## 楼层分布
| 樓層 | 設備/承租戶 |
| ---- | --- |
| 58   | 直升機坪 |
| 高區 | |
| 52   | 云端会所 |
| 50   | 中伦律师事务所 |
| 49   | 德勤（4901室）、戴德梁行（4908室）                                                                                                |
| 48   | 延長石油湖北公司（4803室）、中原地產湖北公司（4812室）、司特尔国际贸易有限公司（4818室）                                          |
| 47   | 上海纳克名南企业管理咨询有限公司武汉分公司                                                                                        |
| 46   | 武汉天财创新科技有限公司（4618室）                                                                                                |
| 45   | 武汉本田贸易有限公司（4503室） |
| 44   | 格力电器（4412-4416室）、尼普洛贸易（4418室）                                                                                     |
| 43   | 香港特别行政区政府驻武汉经济贸易办事处（4303室）                                                                                  |
| 42   | 大业信托有限责任公司（4211室）、诺和诺德制药武汉分公司（4217室）                                                                  |
| 41   | 延長石油湖北公司（4103室）、岛津检测技术有限公司（4116室）                                                                        |
| 40   | 优客工场 |
| 39   | New Space展厅 |
| 38   | IBM（3808室） |
| 中區 | |
| 37   | 诺基亚、挪威船级社武汉分公司（3707-3708室）、大韩贸易投资振兴公社武汉代表处（3711室）                                             |
| 36   | 优客工场 |
| 35   | 飞利浦武汉办事处（3502-3503室）                                                                                                   |
| 34   | 天职国际会计师事务所武汉分所 |
| 33   | 東芝電梯湖北分公司（3306-3307室）                                                                                                 |
| 32   | 爱立信（3201室）、双立人亨克斯武汉分公司（3206室）                                                                                |
| 31   | 通用电气武汉分公司（3112室） |
| 30   | 北京恒天财富投资管理有限公司武汉分公司（3016室）                                                                                  |
| 25   | 3M公司武汉办事处（2502室） |
| 低區 | |
| 24   | 芬欧汇川（2411室） |
| 23   | 美国管理会计师协会（2302室）、日本郵船株式會社（2315室）、安通国际航运有限公司                                                    |
| 22   | 浙商银行（2201室）、洛克威爾武汉分公司（2202-2205室）、 赛特（武汉）商业管理有限公司（2210室）、奥雅纳武汉分公司（2215室）        |
| 21   | 富士施樂武汉分公司（2103-2105室）                                                                                                 |
| 19   | 新世界发展 |
| 18   | 汇丰银行（1801-1807、1815-1816室）                                                                                                |
| 16   | 加拿大商业公司武汉代表处（1609A室）                                                                                               |
| 15   | 万达期货有限公司（1503室） |
| 14   | 联邦快递武汉分公司 |
| 13   | 尼康（1302室）、 荷兰贸易促进委员会武汉办事处（1306室） 澳大利亚贸易投资委员会武汉代表处（1308B室）、中華航空武漢代表處（1315室） |
| 12   | 英中贸易协会武汉代表处（1203室）、大韩航空武汉办事处（1207室）                                                                    |
| 11   | 东芝电子（1101室）、DSV武汉办事处（1110室）、格兰富（1111室）                                                                     |
| 10   | 招商银行（1001室）、索尼（1009室）                                                                                                |
| 9    | 金茂签证（901室）、柯尼卡美能达办公系统武汉公司（909室）、仲信国际融资租赁有限公司（912室）                                       |
| 8    | 会议中心、新世界中国地产 |
| 6    | 新世界百货 |
| 5    | 新世界百货 |
| 4    | 新世界百货 |
| 3    | 新世界百货 |
| 2    | 新世界百货 |
| 1    | 新世界百货 |
| B1   | 停車場 |
| B2   | 停車場 |

## 電梯配置
大廈採用16台芬兰KONE生產的電梯，配置如下：
- 1-6（6部來往3/F-24/F的低區客梯）：1/F、3/F-24/F
  - 1-3号電梯工作日8:10-9:20僅停靠16/F-24/F
  - 4-6号電梯工作日8:10-9:20僅停靠5/F、8/F-15/F
- 7-10（4部來往25/F-37/F的中區客梯）：1/F、25/F-37/F
  - 7-8号電梯工作日8:10-9:20僅停靠24/F-30/F
  - 9-10号電梯工作日8:10-9:20僅停靠30/F-37/F
- 11-14（4部來往38/F-52/F的高區客梯）：1/F、38/F-52/F
  - 11-12号電梯工作日8:10-9:20僅停靠46/F-52/F
  - 13-14号電梯工作日8:10-9:20僅停靠37/F-45/F
- 15-16（2部來往所有樓層的消防及服務貨梯）：B2/F-52/F

## 图集

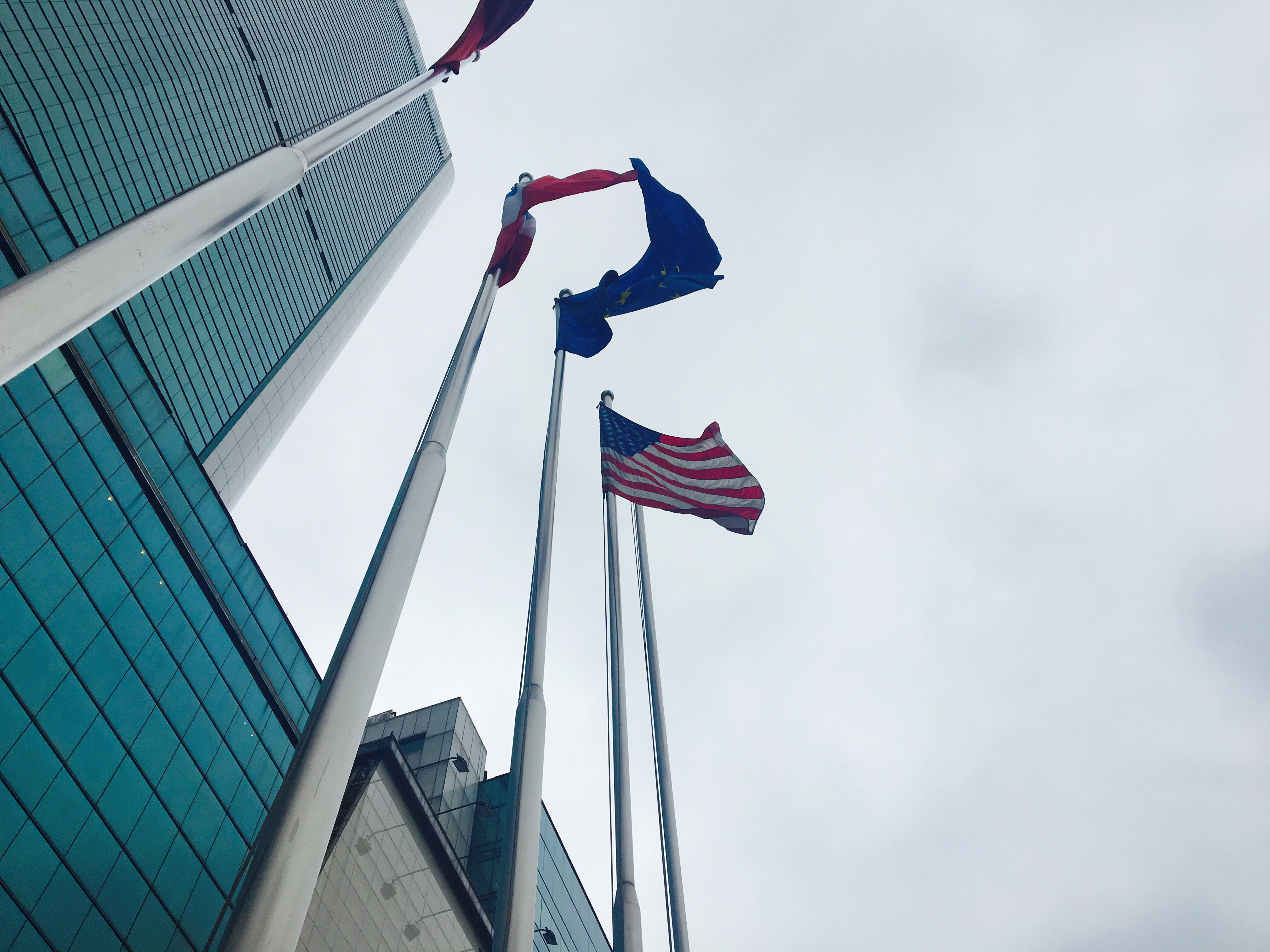
国贸大厦Ｉ座前的法国国旗、欧盟旗与美国国旗
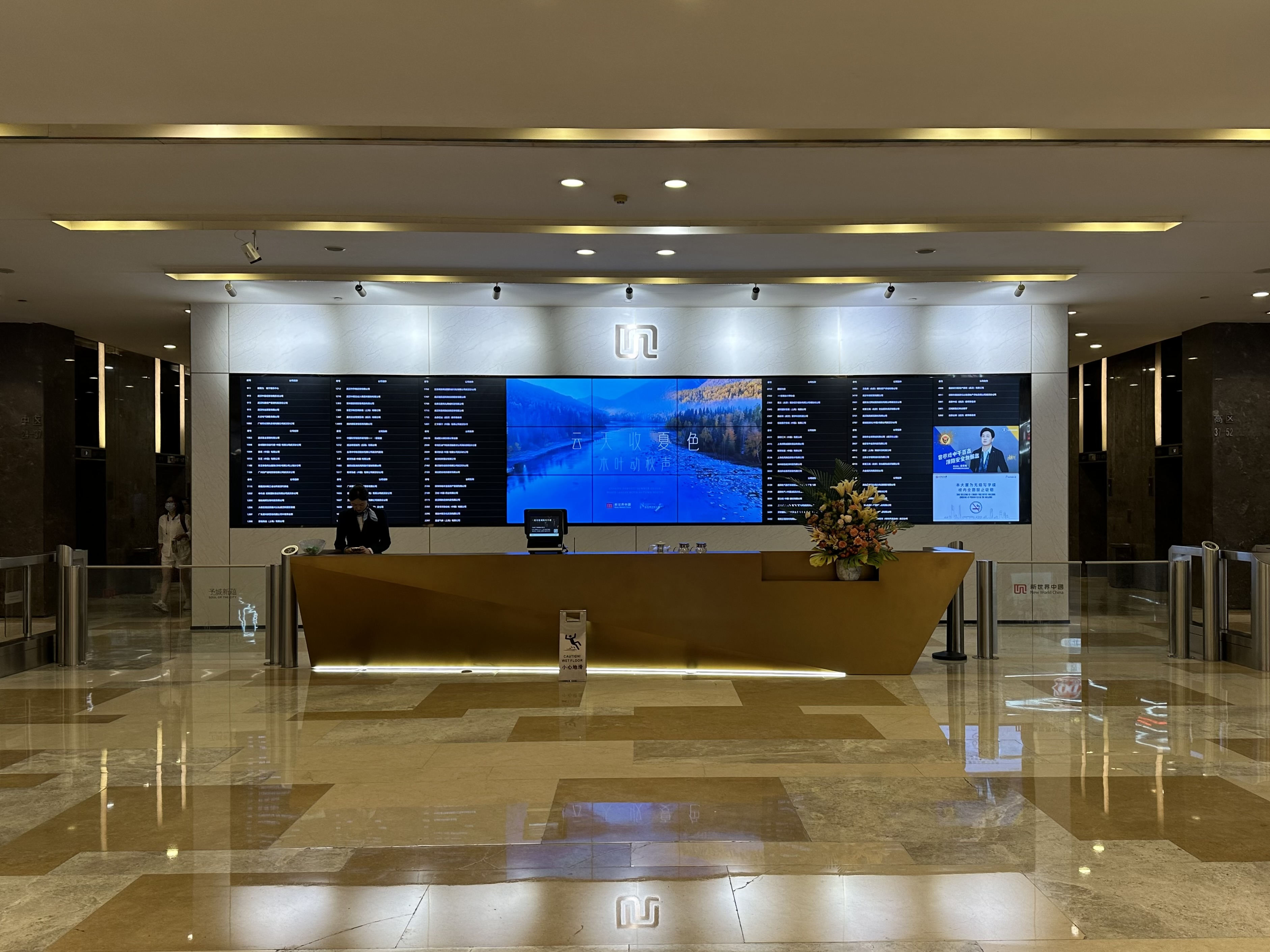
国贸大厦Ｉ座大堂（两侧为电梯间入口闸机）
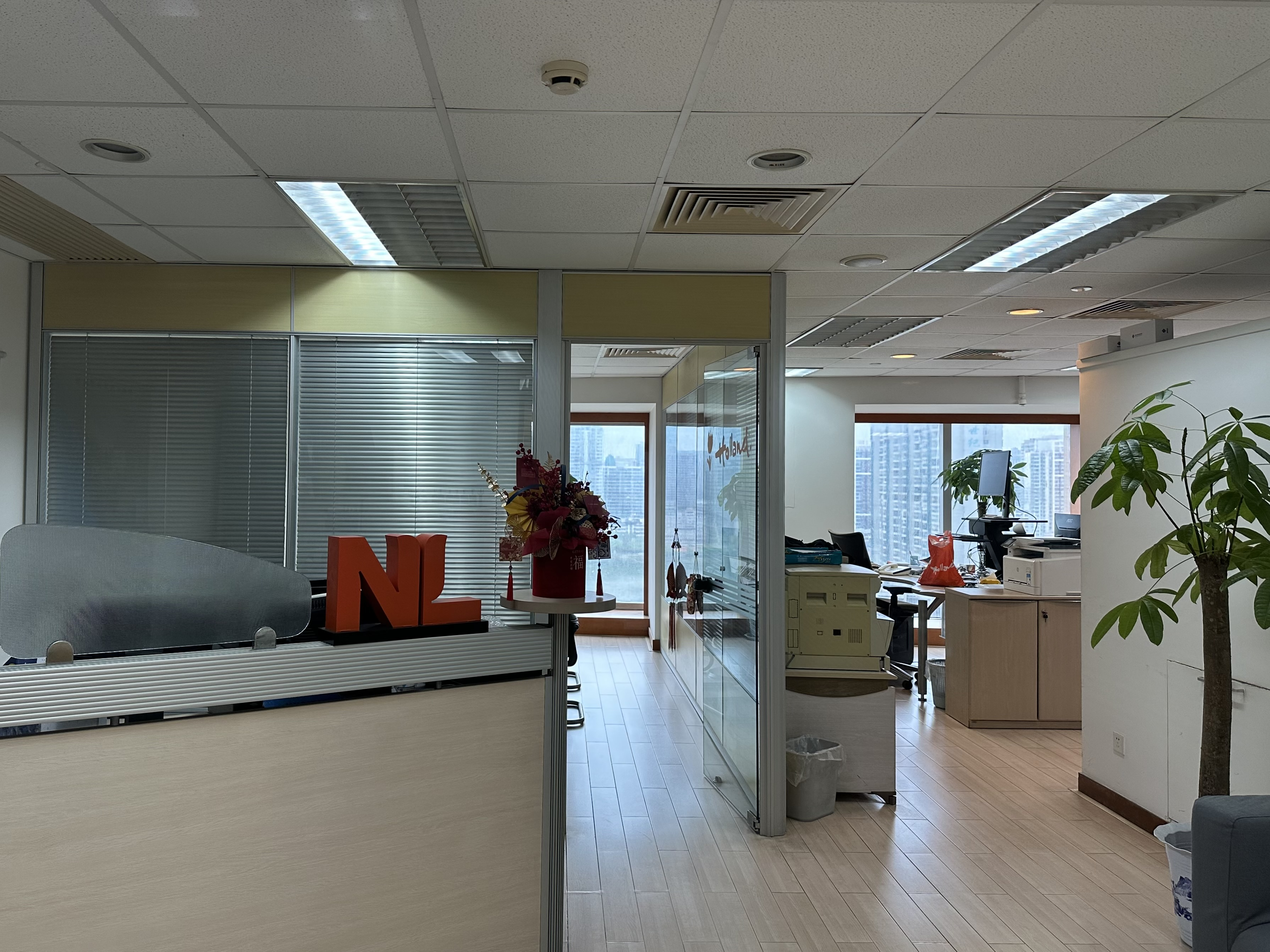
荷蘭貿促會武漢辦事處（1306室）
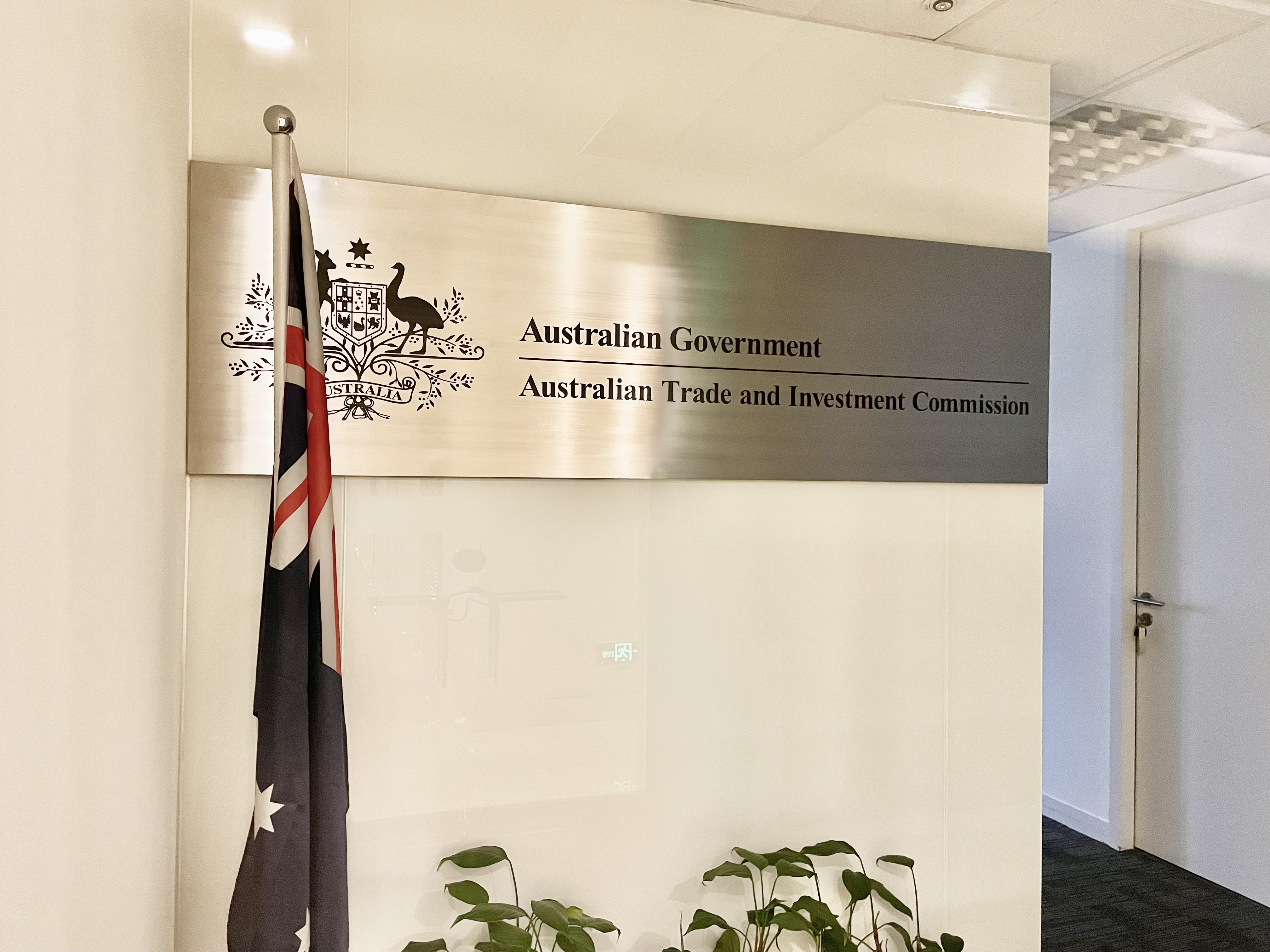
澳大利亚贸易投资委员会武汉代表处（1308B室）
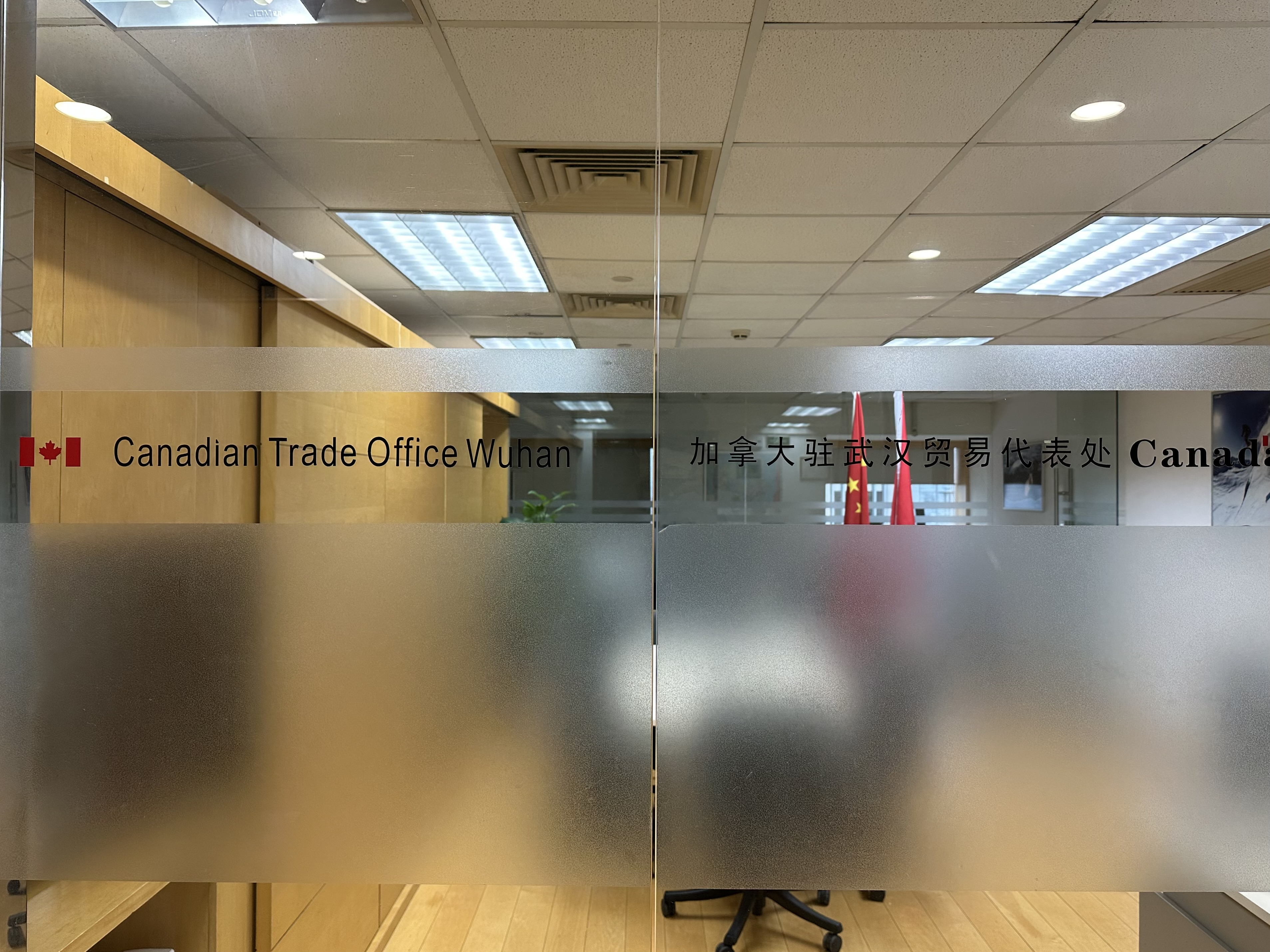
加拿大駐武漢貿易代表處（1609A室）
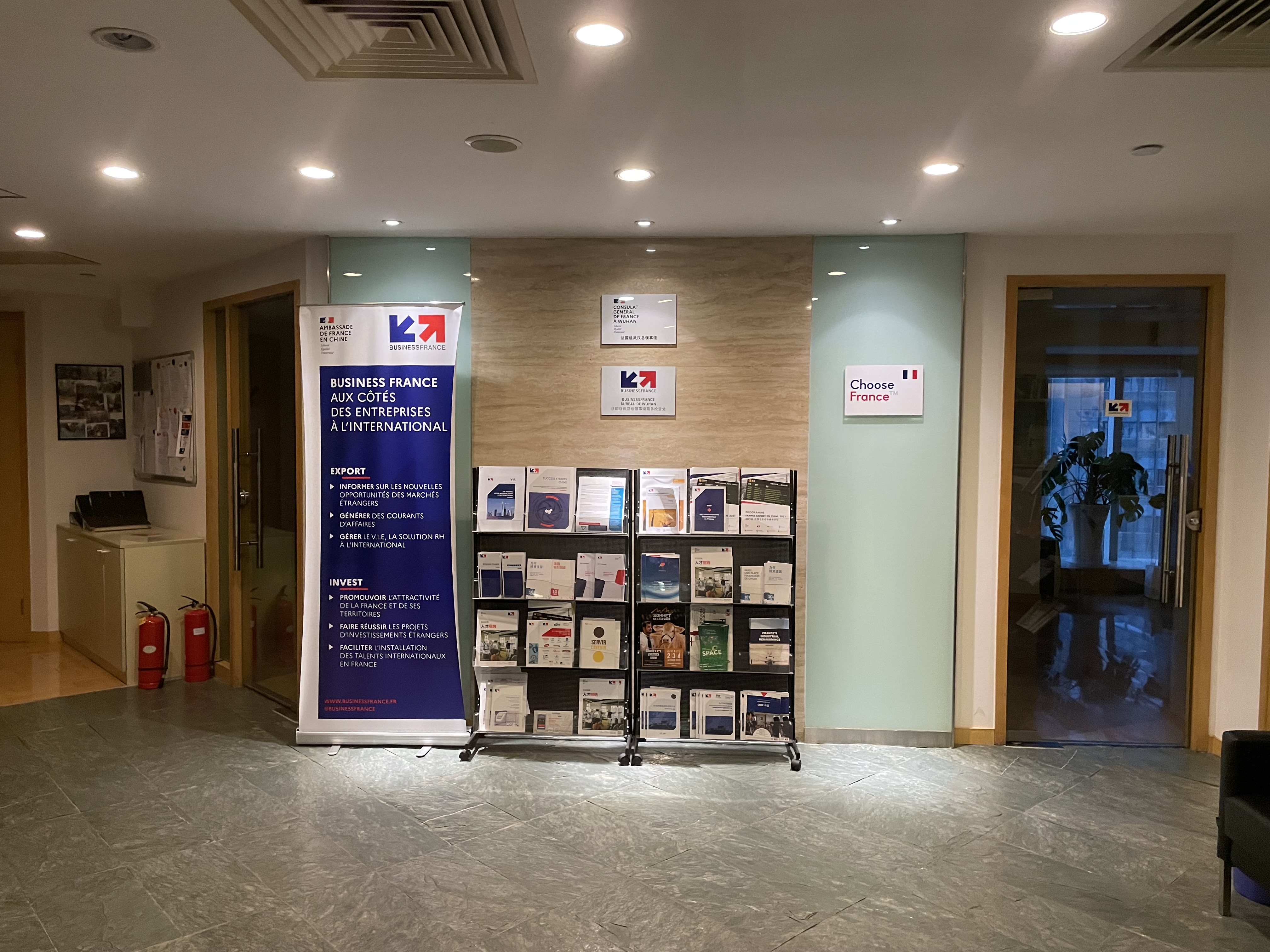
法国驻武汉总领事馆商务投资处（1708室，运营至2023年9月13日）
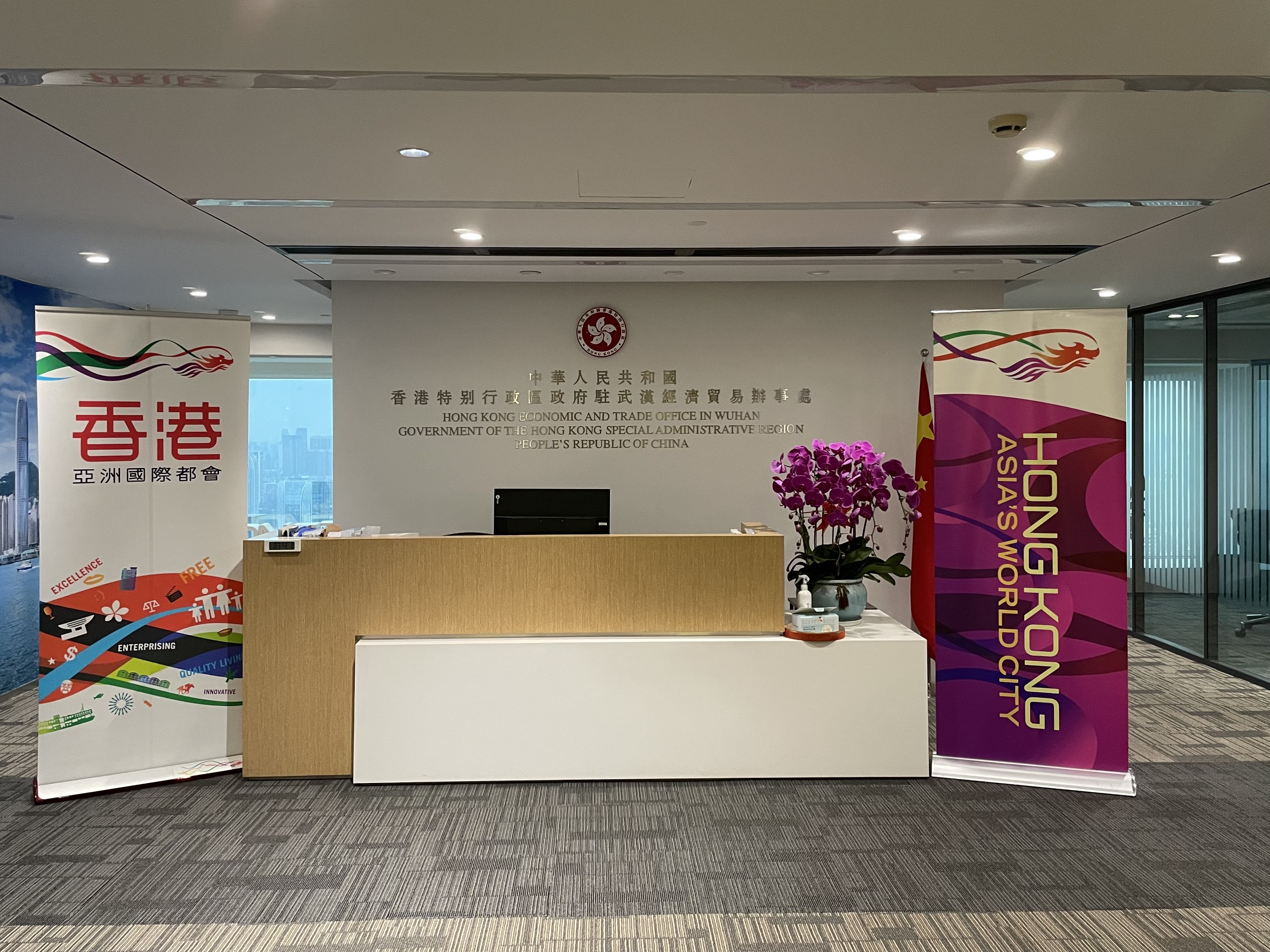
香港特别行政区政府驻武汉经济贸易办事处（4303室）
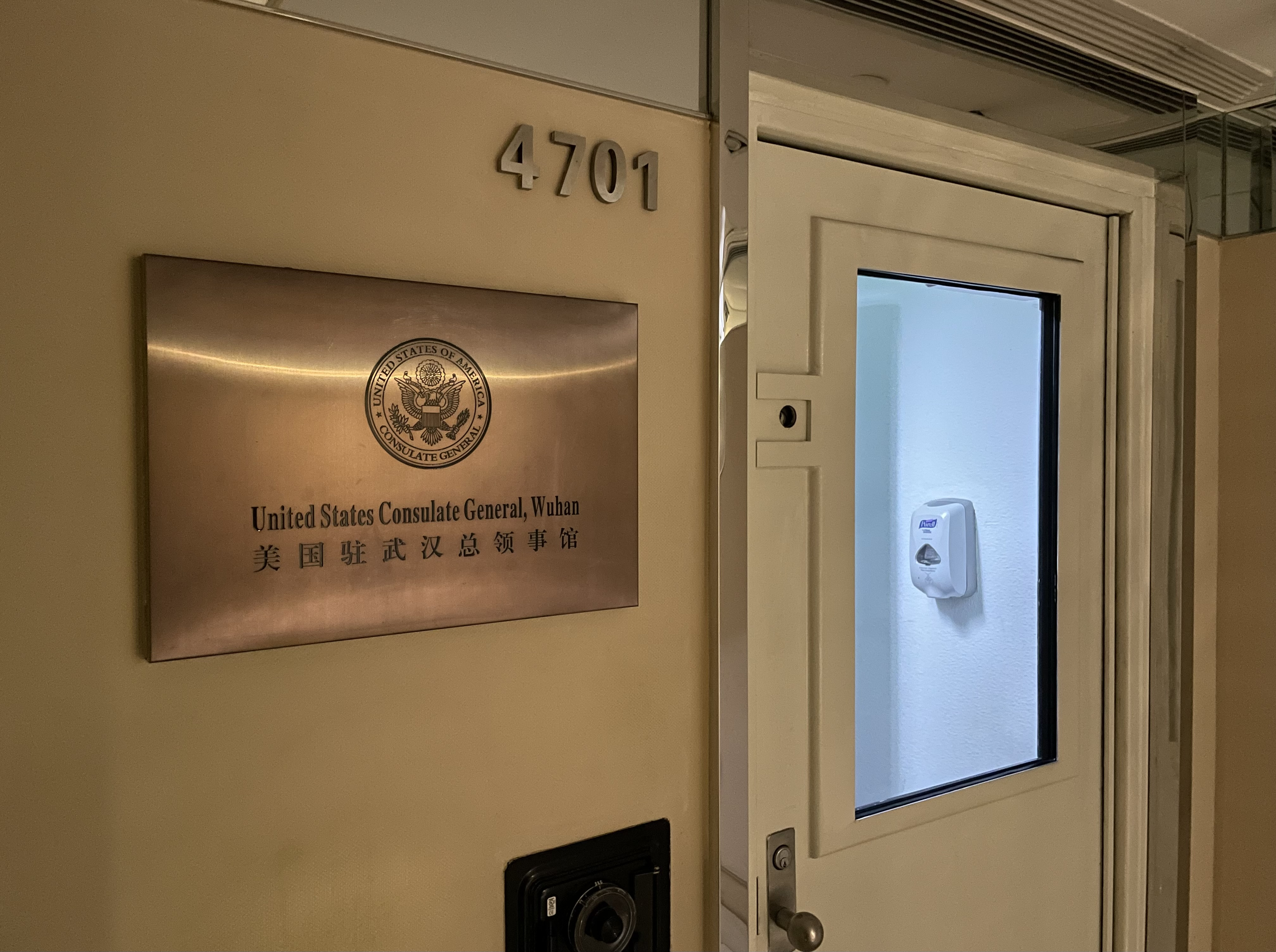
美国驻武汉总领事馆（4701室，运营至2024年3月28日）
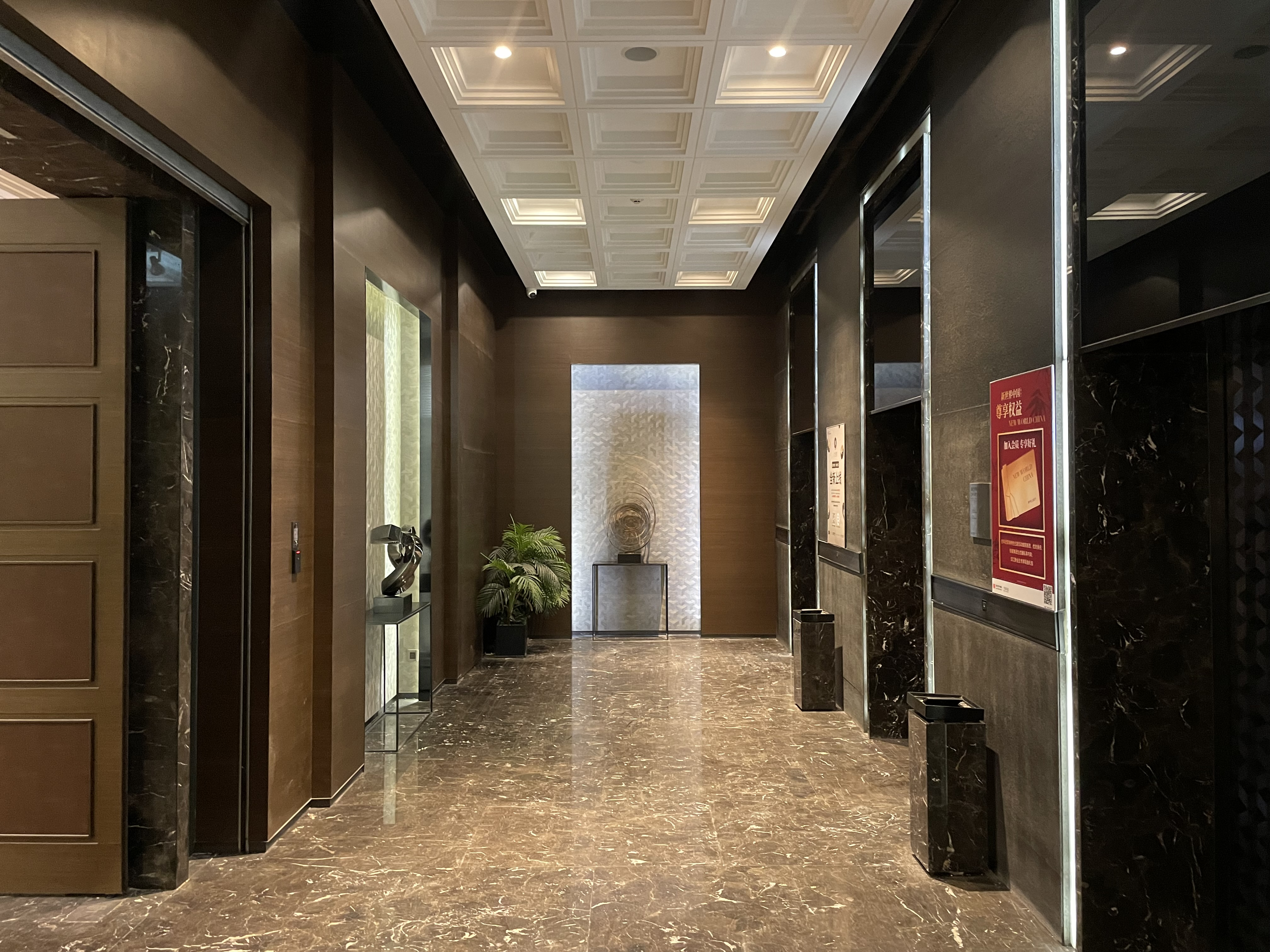
云端会所电梯间
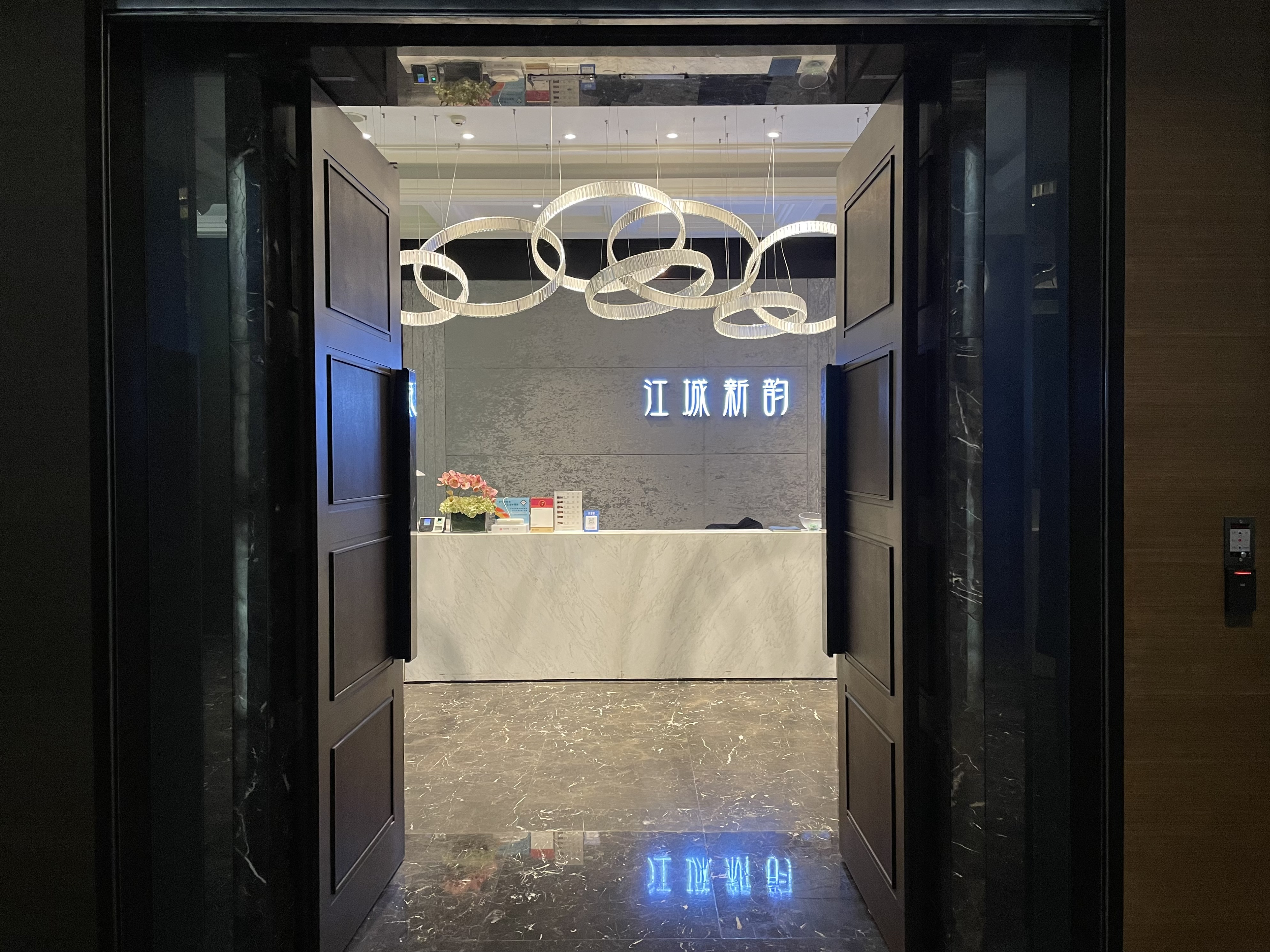
云端会所入口
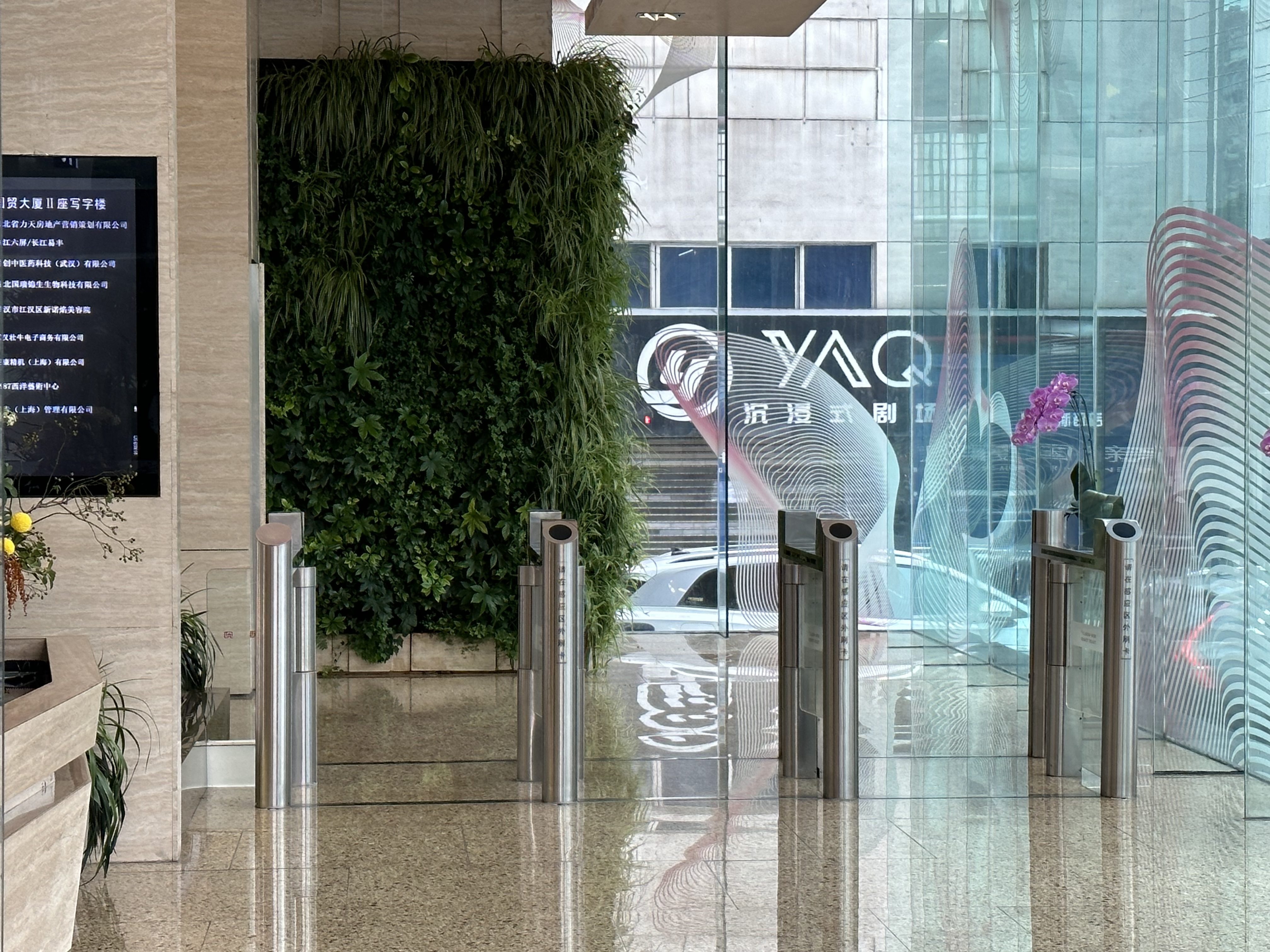
國貿大廈Ⅱ座大堂

## 公共交通
- 武汉地铁2号线、7号线王家墩东站
- 武汉地铁7号线取水楼站

## 外部連結
- 新世界國貿大廈官方網頁 （页面存档备份，存于）